# 辛西·鮑威爾
辛辛那圖斯·鮑威爾（英語：Cincinnatus Powell，1942年2月25日—2023年1月9日），通稱辛西·鮑威爾（Cincy Powell），出生於美國路易西安納州的巴頓魯治，為前美國職業籃球運動員。
畢斯利早年就讀於波特蘭大學，可出任小前鋒或大前鋒兩個位置，他在1965年NBA選秀第八輪被聖路易老鷹選中。然而他並沒有為老鷹隊打過任何一場比賽，職業生涯起點從美國籃球協會（ABA）的達拉斯矮樹叢開始。鮑威爾在達拉斯矮樹叢的第一個賽季場均能得到18.3分和9個籃板，兩年後他的表現受到肯定，獲邀參加ABA全明星賽。
離開矮樹叢後，鮑威爾先後效力過肯塔基上校、猶他之星以及維吉尼亞紳士等球隊。他在1975年結束了他的職業生涯。

## 外部連結
- Career Stats （页面存档备份，存于） @ basketball-reference.com